# Grzybów (gmina Bogoria)
Grzybów – wieś sołecka w Polsce położona w województwie świętokrzyskim, w powiecie staszowskim, w gminie Bogoria.
W latach 1975–1998 miejscowość należała administracyjnie do województwa tarnobrzeskiego.

## Współczesne części wsi
Poniżej w tabeli 1 integralne części wsi Grzybów (0788198) z aktualnie przypisanym im numerem SIMC (zgodnym z Systemem Identyfikatorów i Nazw Miejscowości) z katalogu TERYT (Krajowego Rejestru Urzędowego Podziału Terytorialnego Kraju).
| SIMC    | Nazwa           | Rodzaj  |
| ------- | --------------- | ------- |
| 0788206 | Kolonia Grzybów | kolonia |

## Dawne części wsi – obiekty fizjograficzne
W latach 70. XX wieku przyporządkowano i opracowano spis lokalnych części integralnych dla Grzybowa zawarty w tabeli 2.

| Nazwa wsi – miasta    | Nazwy części wsi – miasta                                                              | Nazwy obiektów fizjograficznych – charakter obiektu |
| --------------------- | -------------------------------------------------------------------------------------- | --- |
| I. Gromada SZCZEGLICE |                                                                                        | |
| 1. Grzybów            | 1. Brzezianki 2. Dwór 3. Getto 4. Janówka 5. Kamionki 6. Kujawka 7. Placha 8. Sachalin | 1. Brzezianki — pole 2. Dwór — pole 3. Getto — pole 4. Janówka — pole 5. Kamionki — pole, wzniesienie 6. Kujawka — łąka, pole 7. Placha — pole 8. Pod Zamielą — pole 9. Sachalin — pole 10. Stawy — łąka |

## Historia
Pod koniec XIX wieku, według „Słownika Geograficznego Królestwa Polskiego i innych krajów słowiańskich”, Grzybów był wsią z folwarkiem należącą do ówczesnego powiatu opatowskiego, gminy Malkowice i parafii Szczeglice, odległą o 6 wiorst od Iwanisk. W 1827 r. miejscowość liczyła 25 domów i 182 mieszkańców, zaś w 1881 roku 35 domów i 275 mieszkańców. W 1881 r. obejmowała 566 morg ziemi dworskiej i 269 włościańskiej należącej do 25 osad.

## Literatura
1. Kaczmarek Leon (red. nauk. zeszytu), Taszycki Witold (red. nauk. wyd.): Urzędowe Nazwy miejscowości i obiektów fizjograficznych. 33. Powiat staszowski województwo kieleckie. Komisja ustalania nazw miejscowości i obiektów fizjograficznych (do użytku służbowego). Z: 33. Warszawa: Urząd Rady Ministrów. Biuro do Spraw Prezydiów Rad Narodowych, 1970. Brak numerów stron w książce